# Salvadiós
Salvadiós település Spanyolországban, Ávila tartományban.  Lakosainak száma 71 fő (2024).

## Népesség
A település népessége az utóbbi években az alábbiak szerint változott:
| Lakosok száma | 120  | 110  | 102  | 95   | 86   | 82   | 77   | 73   | 67   | 71   |
|               | 2001 | 2004 | 2006 | 2009 | 2011 | 2014 | 2016 | 2019 | 2021 | 2024 |